# Мухин, Владимир Герасимович
Мухин Владимир Герасимович (1878, Орловская губерния — 9 марта 1930, Соловецкие острова, Соловецкое сельское поселение) — советский горный инженер, специалист в области обогащения руд.

## Биография
Родился в 1878 году в Орловской губернии.
В 1904 году окончил Санкт-Петербургский горный институт. В 1904—1905 годах — служил на Балтийском флоте. Был дважды женат; первый раз, 4 февраля 1902 года, ещё студентом женился на слушательнице Высших женских курсов Варваре Васильевне Мещеряковой; затем, 25 января 1909 года венчался в церкви Св. вмц. Екатерины на Васильевском острове с потомственной дворянкой Марией Владимировной Завидзской.
С мая 1906 года работал в городе Кривой Рог: инженер, главный инженер на рудниках Брянского акционерного общества, в 1912—1917 годах — управляющий на рудниках этого же акционерного общества, в 1921 году — инженер на рудниках треста «Райруда».
С июля 1922 года — главный инженер Южно-рудного треста. В 1928 году арестован по Шахтинскому делу, сослан в лагерь «Кем»[уточнить] на Соловецких островах.
Умер 9 марта 1930 года от тифа на Соловецких островах.
В 1960 году реабилитирован.

## Научная деятельность
В Германии, Франции и Швеции изучал методы добычи руд, которые затем внедрял в Кривбассе. Одним из первых выдвинул и научно разрабатывал теорию обогащения бедных руд. Автор ряда научных работ по освоению криворожских недр и обогащению бедных руд.

### Научные труды
- Эксплуатационные проблемы по Кривому Рогу // Горный журнал. — 1924. — № 4—5.
- Об обогащении Криворожских кварцитов // Горный журнал. — 1925. — № 4.
- Брикетирование и агломерирование железных руд применительно к задачам Криворожского района // Горный журнал. — № 12.
- Материалы к изучению Криворожского района / Х., 1925. — Вып. 1, ч. 1—2.
- Новый этап в деле обогащения Криворожских железистых кварцитов // Уголь и железо. — 1926. — № 7.